# Calle og Palle
Calle og Palle er en dansk/svensk film fra 1948. Et forsøg på at genoplive Fy og Bi-genren med hjælp fra en masse svenske skuespillere. Filmen blev produceret af Palladium i samarbejde med Sandrew Ateljéerna,
- Manuskript Børje Larsson.
- Instruktion Rolf Husberg.

Blandt de medvirkende danske skuespillere kan nævnes:
- Harald Madsen
- Ib Schønberg
- Alex Suhr

## Eksternt link
- Calle og Palle på Internet Movie Database (engelsk)
- Calle og Palle på Filmdatabasen
- Calle og Palle på danskefilm.dk
- Calle og Palle på danskfilmogtv.dk
- Calle og Palle på Scope
- Calle og Palle i Svensk Filmdatabas (svensk)
- Calle og Palle på The Movie Database (engelsk)